# فاملي ماتتيرس
فاملي ماتتيرس(بالإنجليزية: Family Matters) مسلسل تليفزيوني أميركي من إنتاج شبكة أي بي سي الأمريكية. قدم منذ العام 1989 حتى العام 1998. المسلسل من نوعية الكوميديا العائلية أمريكيون أفارقة تعيش في مدينة شيكاغو .

## شخصيات
- Steve Urkel - جليل وايت

## وصلات خارجية
- فاملي ماتتيرس على موقع IMDb (الإنجليزية)
- فاملي ماتتيرس على موقع ميتاكريتيك (الإنجليزية)
- فاملي ماتتيرس على موقع روتن توميتوز (الإنجليزية)
- فاملي ماتتيرس على موقع فيلمافينيتي (الإسبانية)
- فاملي ماتتيرس على موقع كينوبويسك (الروسية)
- فاملي ماتتيرس على موقع ألو سيني (الفرنسية)
- فاملي ماتتيرس على موقع قاعدة بيانات الفيلم (الإنجليزية)

- 0096579